# Fort Custer
Fort Custer est un centre d'entraînement de la Garde nationale de l'armée du Michigan appartenant au gouvernement fédéral et dirigé par l'État, mais est également utilisé par d'autres branches des forces armées ainsi que par l'armée Illinoisaise, l'armée Ohioaine et l'armée Indianiene. Il s'agit de l'un des centres d'entraînement les plus utilisés du Midwest et est principalement employé pour un niveau réduit d'armes au sein d'un équipage ainsi que pour l'entraînement à la maintenance.
Fort Custer occupe à la fois le terrain du Comté de Kalamazoo, à l'ouest et du Comté de Calhoun, à l'est. La plupart des camps du Fort sont situés au nord ou au sud de la M-96 à environ 6,4 km à l'ouest de Battle Creek, dans le Comté de Calhoun, et à 3,2 km à l'est d'Augusta, dans le Comté de Kalamazoo. Cela situe le Fort à environ 23 km de la ville de Kalamazoo, et essentiellement au sud de la M-96, et séparé d'est en ouest par le Kalamazoo et le comté de Calhoun qui parcourt le nord et le sud.
Le Centre d'Entraînement de Fort Custer actuel est situé au sud de la  M-96 et principalement à l'est du comté au 2501 26th St, Augusta, MI 49012, États-Unis. Le Centre Médical des Anciens Combattants (Battle Creek) est situé au nord de la M-96 au nord-ouest du comté de Calhoun au 5500 Armstrong Rd, Battle Creek, MI 49037, États-Unis. Le Cimetière National de Fort Custer est situé au nord de la M-96 dans le comté de Kalamazoo, à environ 3,2 km à l'est d'Augusta au 15 501 W Dickman Rd, Augusta, MI 49012, États-Unis. Le parc d'État de Fort Custer est située au sud de la M-96 dans le Comté de Kalamazoo au 5163 Fort Custer Dr, Augusta, MI 49012, États-Unis.

## Histoire
Le Camp Custer a été construit en 1917 pour entraînement militaire pendant la Première Guerre Mondiale. Ayant reçu le nom du lieutenant-colonel de cavalerie américain et ex-major-général de l'armée régulière nordiste durant la guerre de Sécession George Armstrong Custer, le centre entraîna ou démobilisa plus de 100 000 troupes lors de la Grande Guerre, y compris 5 000 pour l'Expédition Polaire dans le cadre de l'Intervention alliée pendant la guerre civile russe.
Le camp a d'abord été conçu et bâti par l'ingénieur Samuel Arnold Greeley en à peine quelques mois afin d'enrôler 35 000 hommes.
Dans les années ayant suives la Première Guerre Mondiale, le camp était habitué à entraîner la Officer Reserve Corps ainsi que le Civilian Conservation Corps.

### Seconde Guerre Mondiale
Le 17 août 1940, Camp Custer a été désigné Fort Custer et devint une base d'entraînement militaire permanent. Pendant la Seconde Guerre Mondiale, le poste détenait une zone de 16 005 hectares, et quartiers pour 1 279 officiers ainsi que 27 553 simple personnel. Plus de 300 000 troupes se sont entraînées ici, y compris la 5e division d'infanterie (surnommée "Red Diamond") qui fut envoyée en Islande en 1942 afin de protéger les routes du convoi de l'OTAN, et atterrit en France en 1944, peu après le Débarquement. La division vit beaucoup de combats et soutint de lourdes victimes, particulièrement lors de la Bataille de Metz. En 1943, Fort Custer fut le point d'activation pour de nombreux conscrits militaires de Chicago, de l'Illinois et d'autres régions du Midwest. De nouvelles troupes reçurent leur équipement avant d'être envoyées à l'entraînement au combat de base ou à d'autres missions. L'objectif principal du camp était de servir en tant que Centre d'entraînement de remplacement de la police militaire. Fort Custer servit également comme camp de prisonnier de guerre pour 5 000 soldats allemands jusqu'en 1945.

### Guerre froide
Fort Custer devint le foyer des unités de la United States Navy Reserve en 1949 et de la United States Marine Corps Reserve en 1952. Pendant ce temps, 17 000 troupes s'entraînèrent pour la Guerre de Corée et Fort Custer servit en tant que centre d'insertion pour les recrues. À partir de 1959, Fort Custer fit partie du système du Commandement de la défense aérospatiale de l'Amérique du Nord pendant une dizaine d'années. En 1968, l'état du Michigan prit le contrôle de l'opération de la base bien qu'elle demeure une propriété fédérale.

### Usages actuels

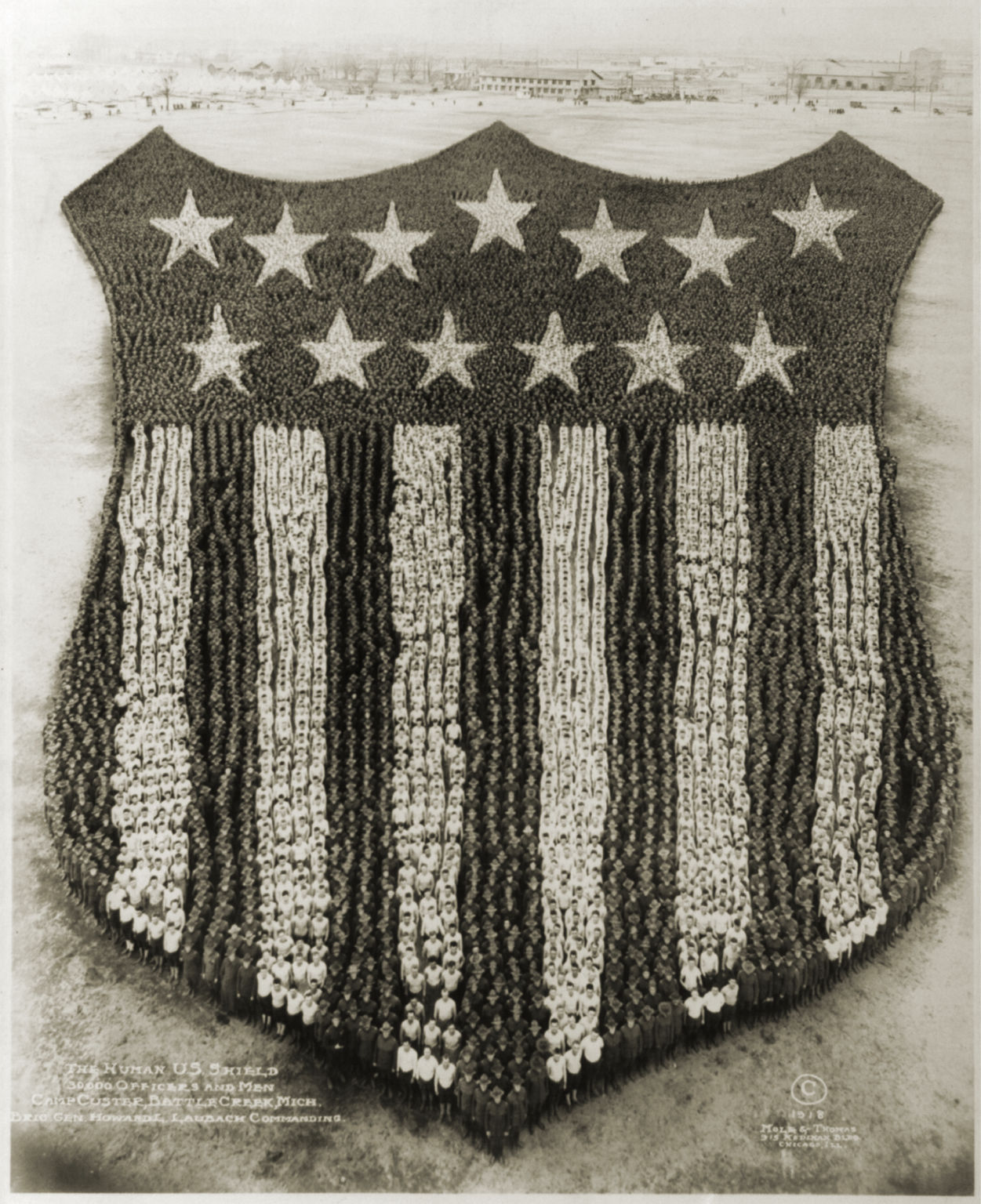
"Le Bouclier Humain Américain," 30000 officiers et hommes, au Camp Custer, Première Guerre Mondiale (1918).

Les camps de Fort Custer sont employés par la Garde nationale du Michigan et d'autres branches des forces armées (y compris les étudiants de la ROTC), principalement de l'Ohio, de l'Illinois et de l'Indiana. Le 177e Régiment, le Regional Training Institute, la Augusta Armory, et la Regional Maintenance Training Site sont basés à Fort Custer. Par ailleurs le FBI, la Police d'État du Michigan, ainsi que d'autres agences du maintien de l'ordre ont utilisé cette zone.
Fort Custer offre un centre d'enseignement  à distance, des casernes et des réfectoires pour les unités externes, et beaucoup de zones d'entraînement.
Les élèves officiers de la ROTC utilisent Fort Custer pour leurs Exercices combinés d'entraînement sur le terrain bi-annuels. Ces exercices consistent en une navigation jour et nuit, et des voies d'exercice tactique situationnel. Les élèves officiers sont placés dans des sections avec d'autres élèves officiers de différentes écoles, et sont évalués selon leurs performances.
Fort Custer est actuellement considéré comme le Site de Défense Antimissile Proposé dans l'Est des États-Unis. Le Centre de soutien opérationnel de la Marine à Battle Creek de la United States Navy Reserve est situé au nord-est du camp. Il fournit un soutien administratif et médical aux 270 matelots de réserve du Michigan et de l'Indiana dans 13 unités et est pourvu par 14 matelots bénévoles à temps complet.

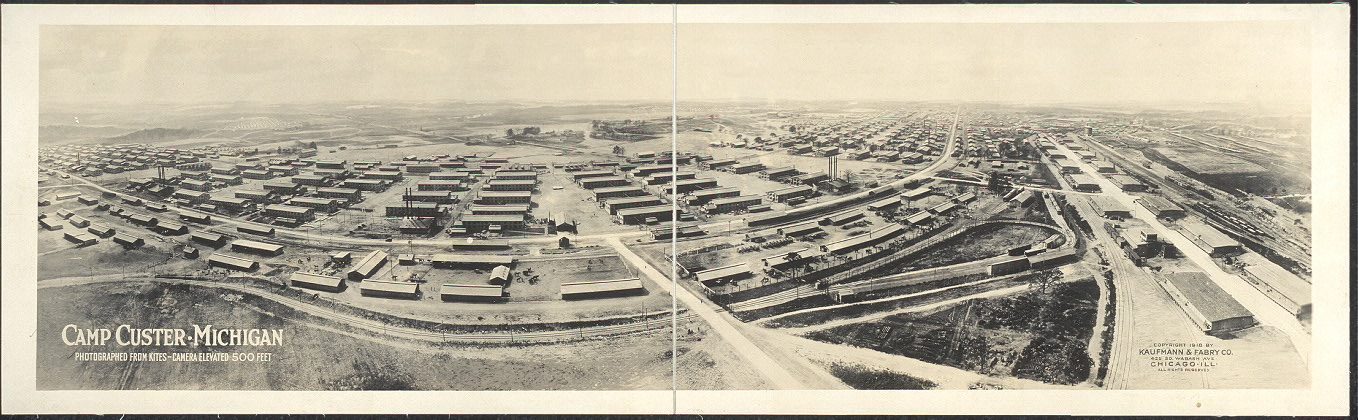
Vue aérienne de Fort Custer lors de la Première Guerre Mondiale

## Usages non militaires
Fondé lors de la Première Guerre Mondiale et largement développé pendant la Seconde Guerre Mondiale, la base atteignit une taille de plus de 14 000 hectares (57 km2). Après les guerres, la taille du camp fut réduite. En 1923, 675 hectares (2,73 km2) furent transmis à l'hôpital des Anciens Combattants à Battle Creek.
L'hôpital reçut des victimes venant d'Europe. Pendant la seconde guerre mondiale et immédiatement après celle-ci, l'Hôpital des Anciens Combattants de Fort Custer servit principalement aux soins médicaux des malades et à la thérapie des amputés. Les combattants amputés de la seconde guerre mondiale vivant dans le Michigan refusèrent de retourner à Fort Custer pour une raison que l'on ignore, puisqu'ils faisaient encore des cauchemars de l'hôpital ; ils parlèrent des pistes le long des plafonds aussi bien que des longs couloirs qui reliaient les différents bâtiments hospitaliers ensemble, et de tous les amputés assis sur des balancelles suspendues aux plafonds puisqu'ils étaient poussés de chambre en chambre et de bâtiment en bâtiment. L'Hôpital des Anciens Combattants de Fort Custer est aujourd'hui connu comme fournissant des patients en consultation externe et, plus particulièrement, les soins des malades pour les combattants et combattantes ayant un Stress Post-Traumatique.
Les terrains étendus comprennent une ferme de 200 hectares (0,81 km2) pour thérapie des personnes handicapées.
Le parc d'État de Fort Custer de 3 000 hectares (12 km2) est un parc d'État attenant au Fort, donné du terrain de base en 1971. Il contient 35 km de pistes de randonnée pédestre, 32 km de pistes de VTT et 26 km de pistes cavalières. Pendant l'hiver, il y a du ski de randonnée nordique. Des chalets minis et rustiques sont disponibles à la location. Le parc est à l'est d'Augusta sur la M-96.
L'agence Battle Creek Unlimited qui se situe dans la zone industrielle de Fort Custer comprend plus de quatre-vingt-dix entreprises qui fournit plus de 8 000 emplois. Elle fut développée sur le terrain de base dans les années 1970 et se trouve entre la Réserve Militaire de Fort Custer et W. K. Kellogg Airport (Garde nationale civile et de l'air). Les biens produits comprennent des caddies, des nouilles, de la fibre optique, des feux de circulation, des pompes à eau ainsi que des instruments pour étude microscopique de spécimens chirurgical. Un plan d'ensemble a été développé et exécuté. "La charge de retenir, développer et attirer les employés a mené au succès retentissant dans la zone industrielle de Fort Custer, à 3 000 hectares la zone industrielle moderne la plus étendue du Michigan."
Le Cimetière national de Fort Custer de 770 hectares (3,1 km2) réside sur le terrain de Fort Custer et du Centre Médical des Anciens Combattants. Le Département des Anciens Combattants des États-Unis indique que le 30 septembre 1999, le cimetière comptait 11 955 tombes, au total. Pendant l'année fiscale 1999 (Octobre 98 - Septembre 99), il comptait 1 112 tombes. Les Anciens Combattants estiment que le Cimetière national de Fort Custer a un espace suffisant afin de continuer à pourvoir des cimetières complets au-delà de 2030.

## Voir également
- Parc d'État de Fort Custer